# Thaenae

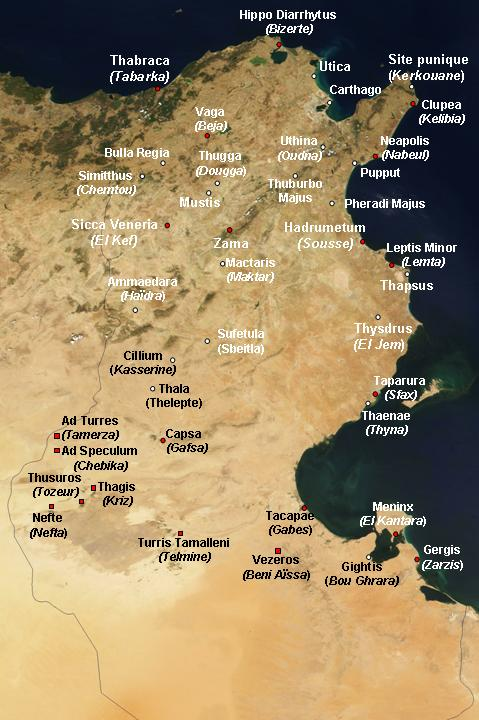
Site de l'antique Thaenae ou Thyna au sud-ouest de la Tunisie actuelle.

Thaenae (latin) ou Thyna (néo-punique T'ynt) est un site archéologique tunisien situé sur la côte, à douze kilomètres environ au sud de la ville de Sfax, à la périphérie de la ville actuelle de Thyna.

## Histoire
Plusieurs sources littéraires situent la ville avec précision. Selon Pline l'Ancien, Thaenae marque la séparation entre Africa vetus et Africa nova ; elle occupe selon Strabon le début du golfe de la Petite Syrte.
Sous Hadrien ou Antonin le Pieux, elle est élevée au rang de colonie avec, selon une source épigraphique datant de 321, avec le nom de Coloniae Aeliae Augustae Mercurialis Thaenit(anorum). La ville connaît son apogée durant le IIe siècle et le IIIe siècle.
Thaenae est auparavant un comptoir phénicien dont, selon la monnaie punique de la ville, le nom était Tainat. Elle est une zone frontalière du dernier territoire conservé par Carthage au moment de la troisième guerre punique.
Elle passe dans les mains des Numides après la chute de Carthage puis sous la domination romaine en 46 av. J.-C..
Son apogée sous l'Empire romain dure jusqu'au Ve siècle.

## Fouilles
Les premières fouilles réalisées entre 1900 et 1914 révèlent un importante nécropole avec de nombreuses inscriptions et des mosaïques funéraires païennes et chrétiennes, ainsi qu'un imposant bâtiment thermal. En 1948-1949, l'enceinte fortifiée s'étendant sur 2 500 mètres, des tours et des portes monumentales sont dégagées. Une autre campagne de fouilles est entreprise par Jean Thirion en 1954.

## Vestiges
À l'intérieur des murs de l'enceinte, les seules ruines visibles sont :
- un aqueduc ;
- des établissements thermaux dont :
  - les grands thermes ou thermes d'Arion, partiellement dégagés en 1904, appelés ainsi en raison de la découverte d'un pavement de mosaïque représentant Arion de Méthymne assis sur un dauphin ;
  - les thermes d'Esculape tirant leur nom de la statue acéphale d'Esculape retrouvée sur place ;
  - les thermes des pugilistes dénommés ainsi d'après une mosaïque représentant deux pugilistes au combat ;
  - les thermes des Mois ;
- le théâtre au sud-est de la ville ;
- l'amphithéâtre à l'ouest de la ville extra muros, à moitié adossé et à moitié construit, avec une arène mesurant 42 mètres sur 29,50 ;
- le cirque de petite taille situé au nord de la ville ;
- des sanctuaires dédiés à Esculape, Minerve et Vénus ainsi qu'un temple dédié à Cérès ;
- plusieurs maisons partiellement dégagées dont la maison dite de Dionysos.

En plus des pavements de mosaïques retrouvés dans les différents établissements et maisons, de nombreuses fresques recouvrant les murs des bâtiments ont été retrouvées dont l'une, conservée au musée national du Bardo, représente Dionysos nu sous les traits d'un adolescent, monté sur un panthère et entouré de Bacchantes et de masques de théâtre.